# Michaił Motoriko
Michaił Gieorgijewicz Motoriko (ros. Михаил Георгиевич Моторико,  ur. 13 listopada 1920 we wsi Dubrowka w guberni smoleńskiej, zm. 14 września 1988) – radziecki działacz państwowy i partyjny.

## Życiorys
Od 1940 należał do WKP(b), 1941-1946 służył w Armii Czerwonej, 1947 ukończył Moskiewski Zootechniczny Instytut Hodowli Koni i został zootechnikiem stadniny w Kustanaju, potem dyrektorem stadniny w Kustanaju. W 1958 został I sekretarzem Zatobolskiego Rejonowego Komitetu KPK w obwodzie kustanajskim, potem do 1963 był szefem rejonowego zarządu produkcji i zapasów produktów rolniczych, od stycznia 1963 do grudnia 1964 był przewodniczącym Komitetu Wykonawczego Kustanajskiej Wiejskiej Rady Obwodowej, a od grudnia 1964 do czerwca 1971 przewodniczącym Komitetu Wykonawczego Kustanajskiej Rady Obwodowej. Od czerwca 1971 był zastępcą przewodniczącego Rady Ministrów Kazachskiej SRR, jednocześnie 1971-1985 ministrem gospodarki rolnej Kazachskiej SRR, 1985 przeszedł na emeryturę.

## Odznaczenia
- Order Lenina
- Order Rewolucji Październikowej
- Order Wojny Ojczyźnianej I klasy
- Order Wojny Ojczyźnianej II klasy